# تفشي مرض جدري النسناس في بلجيكا عام 2022
يعد تفشي جدري النسناس في بلجيكا عام 2022 جزءًا من الجائحة الكبرى لمرض جدري النسناس البشري الناجم عن الفصيلة غرب الإفريقية من الفيروس. كانت بلجيكا خامس دولة يتفشى فيها الوباء في عام 2022، دون الأخذ بالحسبان الدول الإفريقية التي تعاني من مرض جدري النسناس المتوطن. وثقت الحالة الأولى في مدينة أنتويرب في بلجيكا في 19 مايو 2022. بلغ عدد الحالات في بلجيكا 546 حالة حتى تاريخ 10 أغسطس.

## خلفية
يصنف جدري النسناس كمرض فيروسي معدي قد يصيب البشر وبعض الحيوانات الأخرى. تتضمن الأعراض: حمى وتضخم الغدد اللمفاوية وطفح جلدي على شكل بثور تظهر فوقها قشور. تتراوح الفترة اللازمة لظهور الأعراض من خمسة إلى واحد وعشرين يوم بعد التعرض. تستمر الأعراض عادةً من أسبوعين إلى أربعة أسابيع. قد يسبب المرض أعراض خفيفة، وقد يمر دون أي أعراض إطلاقًا. لم تلاحظ الأعراض التقليدية، التي تتضمن الحمى والآلام العضلية المتبوعة بتورم الغدد اللمفاوية وظهور آفات جلدية بنفس العمر، في جميع حالات التفشي. قد تكون الحالات شديدة، وخصوصًا عند الأطفال أو النساء الحوامل أو الأشخاص الذين يعانون من ضعف في جهاز المناعة.
ينجم هذا المرض عن فيروس جدري النسناس، وهو فيروس حيواني المصدر من جنس الأرثوبوكس. ينتمي فيروس الجدري، العامل المسبب لمرض الجدري، إلى هذا الجنس أيضًا. يسبب نوعان من الفيروس المرض لدى البشر، ولكن النوع غرب الإفريقي يؤدي لمرض أقل حدة من النوع وسط الإفريقي (حوض الكونغو). قد ينتقل الفيروس من الحيوانات المصابة إلى البشر عن طريق التعامل مع اللحوم المصابة أو عبر التعرض للعض أو الخدوش، وقد ينتقل من إنسان إلى آخر من خلال سوائل جسم الفرد المصاب أو الأدوات الملوثة بقطرات صغيرة لا أكثر، وربما ينتقل عبر القطرات المحمولة جوًا أيضًا. يمكن للمصابين أن ينشروا الفيروس من بداية ظهور الأعراض إلى أن تتقشر جميع الآفات وتسقط، وتشير بعض الأدلة إلى استمرار إمكانية نقل العدوى لأكثر من أسبوع بعد تقشر الآفات. يمكن إثبات التشخيص عن طريق أخذ عينة من الآفة وتحري الحمض النووي للفيروس فيها.
لا يتوفر علاج معروف للمرض لغاية الآن. وجدت دراسة أجريت في عام 1988 نجاح لقاح الجدري في الوقاية من العدوى في حالات الاحتكاك الوثيق وتقليل شدة المرض بنسبة 85% تقريبًا. حصل لقاح جديد للجدري وجدري النسناس قائم على فيروس الوقس المعدل من سلالة أنقرة على الموافقة ولكن ما يزال توافره محدود. تشمل التدابير الوقائية الأخرى غسل اليدين بانتظام والابتعاد عن المرضى والحيوانات. يمكن استخدام الأدوية المضادة للفيروسات، كالسيدوفوفير والتيكوفيرمات، والغلوبيولين المناعي للوقس ولقاح الجدري أثناء تفشي المرض. يكون المرض عادةً خفيف ويتعافى معظم المصابين في غضون أسابيع قليلة دون أي علاج. تشير التقديرات لاحتمال خطر وفاة يتراوح بين 1%- 10%، ومع ذلك، لم يسجل سوى عدد قليل من الوفيات الناجمة عن جدري النسناس منذ عام 2017. 
أثبت وجود جائحة جارية لمرض جدري النسناس في 6 مايو 2022، بدءًا من أحد المقيمين البريطانيين، والذي أظهر، بعد سفره إلى نيجيريا (حيث يتوطن المرض)، أعراضًا تتوافق مع مرض جدري النسناس في 29 أبريل 2022. عاد المقيم إلى المملكة المتحدة في 4 مايو، وأصبح المريض رقم صفر للجائحة في الدولة. ما يزال أصل العديد من حالات جدري النسناس في المملكة المتحدة غير معروف. يعتقد بعض المراقبين بحدوث انتقال مجتمعي للمرض في لندن منذ منتصف مايو، ولكن تشير فرضية أخرى إلى أن الحالات قد بدأت بالانتشار في الأشهر السابقة في أوروبا.